# The Truth (film, 1988)
Pour plus de détails, voir Fiche technique et Distribution.
The Truth (法內情, Fa nei qing) est un film de procès hongkongais réalisé par Taylor Wong et sorti en 1988 à Hong Kong. C'est la suite de The Unwritten Law (1985) et précède The Truth: Final Episode (1989).
Il totalise 18 831 625 HK$ de recettes au box-office.

## Synopsis
Raymond Lau (Andy Lau), un jeune avocat ayant grandi dans un orphelinat, s'est battu pour défendre la prostituée Lau Wai-lan (Deannie Yip), sans savoir qu'il était en fait sa mère.
Lau Wai-lan mène toujours une vie difficile et misérable, souvent rackettée par des agents de la brigade criminelle. L'acte de naissance de son fils tombe malheureusement entre les mains du dur agent de police Wong Fat (Kirk Wong), qui extorque une grosse somme d'argent à Wai-lan, l'oblige à tricher lors d'une partie de mah-jong, et elle est même battue. Avec l'aide de ses collègues prostituées, elles réunit une grosse somme d'argent. Cependant, Wong Fat est revenu sur ses paroles et, désespérée, Wai Lan le tue et est arrêtée et en attente de jugement. Lorsque sœur Mary de l'orphelinat est mise au courant, elle retrouve Raymond pour lui demander de défendre Wai-lan. Cette-dernière ne veut pas que son fils connaisse leur relation et préfère tenter de mettre fin à ses jours pour mettre un point final à cette situation. À l'hôpital, sœur Mary ne peut empêcher la révélation du secret à Raymond, en lui disant que Wai-lan est en fait son oncle inconnu qui avait payé ses études à l'étranger et qu'elle était sa mère.
Raymond connaît des frictions avec le juge et le procureur (Paul Chun), avec qui il a de profonds griefs, et le fait de devoir défendre sa mère est un handicap pour lui. Pour le bien de Wai-lan, il corrompt des témoins et les incitent à faire de fausses déclarations. Il est cependant découvert et doit faire face à de futures sévères sanctions pour avoir sciemment violé la loi. Il révèle sa véritable identité au tribunal, raconte le supplice de sa mère Wai-lan, que le jury déclare finalement non coupable de meurtre, tout en blâmant le juge pour sa mauvaise attitude et son comportement injuste, en déclarant que s'il ne peut demander une condamnation plus légère, il a clairement des problèmes de personnalité. Finalement, le juge exclut que Wai-lan soit condamné à trois ans de prison, et est immédiatement libérée.

## Fiche technique
- Titre original : 法內情
- Titre international : The Truth
- Réalisation : Taylor Wong
- Scénario : Stephen Shiu et Taylor Mak
- Photographie : Herman Yau
- Montage : Poon Hung
- Musique : Joseph Chan
- Production : Stephen Shiu et Johnny Mak
- Société de production : Movie Impact et Johnny Mak Production
- Pays d'origine :  Hong Kong
- Langue originale : cantonais
- Format : couleur
- Genre : film de procès
- Durée : 116 minutes
- Dates de sortie :
  -  Taïwan : 19 mars 1988
  -  Hong Kong : 28 avril 1988

## Distribution
- Andy Lau : Raymond Lau
- Deannie Yip : Lau Wai-lan
- Kathy Chow (en) : Ève
- Lau Siu-ming : le vieux Kwan
- Paul Chun : le procureur Chun
- Wai Kei-shun : le père d'Ève
- Shing Fui-on : Madly
- Kirk Wong : Wong Fat
- Ng Man-ling
- Sita Yeung
- Ng Hoi-tin : le juge
- Chan Ging
- Lee Ying-kit : l'inspecteur Chan
- Mantic Yiu
- Tsang Cho-lam : le père de Ping
- Wong Hung : l'homme de main de Madly
- Ho Chi-moon : un juré